# 국체
국체(國體) 혹은 국가형태(國家形態, 영어: forms of state)는 주권의 주체가 누구인가에 따라 국가 형태를 분류하는 것이다. 통치권(주권)의 행사 방법에 따른 분류인 정체(政體, forms of government)와 구별된다.
대한민국 헌법 제1조 제1항은 「대한민국은 민주공화국이다」라고 규정하고 있는 바, '민주공화국'이란 말에서 '민주'는 정체를 '공화국'은 국체를 규정한 것이다. 또한 제1조 제2항은 '대한민국의 주권은 국민에게 있고, 모든 권력은 국민으로부터 나온다.'라고 규정하고 있는 바, 이 역시 국체(공화제)를 보다 확실히 하고 있다.                                        

## 국체별 나라 목록
국체는 크게 군주제와 공화제로 나뉘고, 군주제는 다시 전제 군주제와 입헌 군주제로 나뉘며, 입헌 군주제는 또 다시 영국형 입헌 군주제와 프로이센형 입헌 군주제로 나뉜다.

### 군주제
다음은 군주제 국가이다.
| 색 | 범례                   |
| -- | ---------------------- |
|    | 전제 군주제            |
|    | 프로이센형 입헌 군주제 |
|    | 영국형 입헌 군주제     |

| 아시아         | 유럽         | 아메리카              | 아프리카   | 오세아니아     |
| -------------- | ------------ | --------------------- | ---------- | -------------- |
| 일본           | 영국         | 캐나다                | 모로코     | 오스트레일리아 |
| 태국           | 벨기에       | 벨리즈                | 레소토     | 뉴질랜드       |
| 캄보디아       | 네덜란드     | 자메이카              | 에스와티니 | 파푸아뉴기니   |
| 말레이시아     | 룩셈부르크   | 바하마                | (없음)     | 솔로몬 제도    |
| 브루나이       | 스페인       | 세인트키츠 네비스     | (없음)     | 통가           |
| 부탄           | 안도라       | 앤티가 바부다         | (없음)     | 투발루         |
| 사우디아라비아 | 바티칸 시국  | 세인트루시아          | (없음)     | (없음)         |
| 요르단         | 모나코       | 세인트빈센트 그레나딘 | (없음)     | (없음)         |
| 쿠웨이트       | 덴마크       | 그레나다              | (없음)     | (없음)         |
| 아랍에미리트   | 노르웨이     | 바베이도스            | (없음)     | (없음)         |
| 카타르         | 스웨덴       | (없음)                | (없음)     | (없음)         |
| 바레인         | 리히텐슈타인 | (없음)                | (없음)     | (없음)         |
| 오만           | (없음)       | (없음)                | (없음)     | (없음)         |

### 공화제
다음은 공화제 국가이다.
| 색 | 범례         |
| -- | ------------ |
|    | 대통령제     |
|    | 준대통령제   |
|    | 이원집정부제 |
|    | 의원 내각제  |
|    | 일당 체제    |
|    | 미확인       |

| 아시아                 | 유럽                  | 아메리카          | 아프리카            | 오세아니아        |
| ---------------------- | --------------------- | ----------------- | ------------------- | ----------------- |
| 대한민국               | 아일랜드              | 미국              | 이집트              | 바누아투          |
| 중화인민공화국         | 프랑스                | 멕시코            | 리비아              | 피지              |
| 조선민주주의인민공화국 | 포르투갈              | 니카라과          | 수단                | 팔라우            |
| 중화민국               | 이탈리아              | 엘살바도르        | 남수단              | 미크로네시아 연방 |
| 몽골                   | 산마리노              | 온두라스          | 알제리              | 마셜 제도         |
| 베트남                 | 몰타                  | 과테말라          | 튀니지              | 나우루            |
| 라오스                 | 그리스                | 코스타리카        | 모리타니            | 키리바시          |
| 미얀마                 | 핀란드                | 파나마            | 말리                | 사모아            |
| 싱가포르               | 아이슬란드            | 쿠바              | 세네갈              | (없음)            |
| 인도네시아             | 리투아니아            | 아이티            | 감비아              | (없음)            |
| 필리핀                 | 라트비아              | 도미니카 공화국   | 기니                | (없음)            |
| 동티모르               | 에스토니아            | 도미니카 연방     | 기니비사우          | (없음)            |
| 인도                   | 독일                  | 트리니다드 토바고 | 시에라리온          | (없음)            |
| 파키스탄               | 스위스                | 브라질            | 라이베리아          | (없음)            |
| 방글라데시             | 오스트리아            | 아르헨티나        | 코트디부아르        | (없음)            |
| 스리랑카               | 폴란드                | 칠레              | 가나                | (없음)            |
| 몰디브                 | 체코                  | 우루과이          | 베냉                | (없음)            |
| 네팔                   | 슬로바키아            | 파라과이          | 토고                | (없음)            |
| 이라크                 | 헝가리                | 볼리비아          | 부르키나파소        | (없음)            |
| 이란                   | 세르비아              | 페루              | 니제르              | (없음)            |
| 시리아                 | 코소보                | 콜롬비아          | 나이지리아          | (없음)            |
| 레바논                 | 몬테네그로            | 에콰도르          | 카보베르데          | (없음)            |
| 이스라엘               | 크로아티아            | 베네수엘라        | 중앙아프리카 공화국 | (없음)            |
| 팔레스타인             | 슬로베니아            | 가이아나          | 차드                | (없음)            |
| 예멘                   | 북마케도니아          | 수리남            | 카메룬              | (없음)            |
| 키프로스               | 보스니아 헤르체고비나 | (없음)            | 콩고 공화국         | (없음)            |
| 튀르키예               | 알바니아              | (없음)            | 콩고 민주 공화국    | (없음)            |
| 우즈베키스탄           | 루마니아              | (없음)            | 가봉                | (없음)            |
| 카자흐스탄             | 불가리아              | (없음)            | 적도 기니           | (없음)            |
| 타지키스탄             | 러시아                | (없음)            | 상투메 프린시페     | (없음)            |
| 키르기스스탄           | 우크라이나            | (없음)            | 탄자니아            | (없음)            |
| 투르크메니스탄         | 벨라루스              | (없음)            | 케냐                | (없음)            |
| 조지아                 | 몰도바                | (없음)            | 우간다              | (없음)            |
| 아르메니아             | (없음)                | (없음)            | 르완다              | (없음)            |
| 아제르바이잔           | (없음)                | (없음)            | 부룬디              | (없음)            |
| 아프가니스탄           | (없음)                | (없음)            | 에티오피아          | (없음)            |
| (없음)                 | (없음)                | (없음)            | 에리트레아          | (없음)            |
| (없음)                 | (없음)                | (없음)            | 소말리아            | (없음)            |
| (없음)                 | (없음)                | (없음)            | 지부티              | (없음)            |
| (없음)                 | (없음)                | (없음)            | 남아프리카 공화국   | (없음)            |
| (없음)                 | (없음)                | (없음)            | 나미비아            | (없음)            |
| (없음)                 | (없음)                | (없음)            | 보츠와나            | (없음)            |
| (없음)                 | (없음)                | (없음)            | 짐바브웨            | (없음)            |
| (없음)                 | (없음)                | (없음)            | 앙골라              | (없음)            |
| (없음)                 | (없음)                | (없음)            | 잠비아              | (없음)            |
| (없음)                 | (없음)                | (없음)            | 말라위              | (없음)            |
| (없음)                 | (없음)                | (없음)            | 모잠비크            | (없음)            |
| (없음)                 | (없음)                | (없음)            | 마다가스카르        | (없음)            |
| (없음)                 | (없음)                | (없음)            | 코모로              | (없음)            |
| (없음)                 | (없음)                | (없음)            | 모리셔스            | (없음)            |
| (없음)                 | (없음)                | (없음)            | 세이셸              | (없음)            |

## 같이 보기
- 정체
- 정치 체제
- 정부 형태